# Katherine D. Tillman
Katherine D. Tillman (ur. 19 lutego 1870 w Mound City w stanie Illinois, zm. 29 listopada 1923) – poetka amerykańska. '
Była afroamerykanką. Razem z rodziną przeprowadziła się do Yankton w Dakocie Południowej, gdzie jej ojciec założył hodowlę psów myśliwskich. Ukończyła szkołę średnią w Yankton, a potem Louisville State University w Kentucky. W 1894 poślubiła G.M. Tillmana. Pisała wiersze i dramaty. Jest autorką sztuki Aunt Betsy's Thanksgiving.